# تممپ، نیو ساوت ولز
تممپ (به انگلیسی: Tempe) یک حومه شهر در استرالیا است که در نیو ساوت ولز واقع شده‌است.